# Joyce Davenport
Pour les articles homonymes, voir Davenport.
Joyce Davenport, née le 23 février 1942 et morte en 2012, est une joueuse de tennis et de squash représentant les États-Unis. Elle est championne des États-Unis de squash à deux reprises en 1965 et 1969. En 2012, Joyce Davenport est intronisée au Temple de la renommée du squash américainn.

## Biographie
Joyce Davenport est une athlète polyvalente qui a joué au tennis à Wimbledon et le squash au plus haut niveau national avec deux titres nationaux. Et sa vie professionnelle a été tout sauf unilatérale, notamment en aidant à faire de l'un des premiers clubs publics de squash un centre majeur de l'activité de squash à Philadelphie.
Elle commence le squash à l'âge de 14 ans mais son premier sport était le tennis. Elle est capitaine de l'équipe junior américaine participant à la Wightman Cup, participe en simple à toutes les éditions de l'US Open de tennis de 1960 à 1967 et au Double dames du tournoi de Wimbledon 1969.
Joyce Davenport a grandi au Cynwyd Club, à l'extérieur de Philadelphie, sous la direction de Norm Bramall, qui avait l'habitude de devenir champion national féminin. Elle se rend à Mount Holyoke College pour se concentrer sur les études plutôt que sur l'athlétisme. Mount Holyoke College n'avait pas de courts de squash, mais en tant qu'étudiante de première année, Joyce est envoyée en Angleterre par l'USSRA pour jouer la première place de l'équipe des États-Unis féminine de squash qui participe à la compétition Wolfe-Noll (compétition par équipes des États-Unis contre l'Angleterre). Cette tournée de six semaines lui permet de s'initier au softball international et de vivre une expérience d'entraîneur et de compétition de haut niveau.
La vie professionnelle de Joyce a été très diversifiée. Après l'université, elle passe trois ans à enseigner les études sociales au lycée dans le centre-ville de Philadelphie. En 1969, elle déménage à San Francisco et devient directrice d'une agence de placement. À l'époque, elle est à la fois championne nationale en simple et en double, mais dans la région de Bay, il n'y a pas de clubs de squash qui accueillaient les joueuses féminines. Un club de Berkeley lui a dit que si elle accepte de diriger une clinique, on la laisserait jouer sur les courts. Joyce n'a pas supporté ce traitement inégal et abandonne le squash pendant les six années où elle a vécu en Californie.
Joyce Davenport décide de changer de carrière et retourne dans l'Est en 1976 pour fréquenter la faculté de droit de Villanova. Elle reprend sa raquette de squash après son licenciement en Californie et commence à jouer à nouveau à 34 ans. Pour financer ses études de droit, elle enseigne le squash au Berwyn Squash Club et elle est également une professionnelle du tennis. Elle est rapidement retournée sur le circuit professionnel des célibataires et est devenue l'une des 10 meilleures joueuses du circuit lorsque Barbara Maltby et Alicia McConnell se sont classées parmi les meilleures.
Après ses études de droit, elle travaille sur une campagne politique et comme avocate pour un cabinet de propriété intellectuelle. Au même moment, le Berwyn connaissait des difficultés financières et avait pratiquement fermé ses portes. Finalement, les propriétaires du Berwyn Club persuadent Joyce Davenport de devenir la gérante et elle reste en tant que propriétaire, gérante et professionnelle. Elle introduit de nombreux nouveaux tournois et contribue à faire du squash public un élément vital de la scène du squash de Philadelphie. Après la vente de Berwyn Squash, elle travaille comme courtier au détail pour Morgan Stanley.

## Palmarès

### Titres
- Championnats des États-Unis : 2 titres (1965, 1969)